# ホルスト・シューマン
ホルスト・シューマン（Horst Schumann、1906年5月1日 - 1983年5月5日）は、ナチス・ドイツの親衛隊隊員の医師。階級は親衛隊少佐（SS-Sturmbannführer）。ユダヤ人やロマ、スラヴ人などナチスから「劣等人種」とされた者が子供を産めないようにするための不妊化や去勢のための人体実験をしていた人物。

## 略歴
医師パウル・シューマンの息子としてハレに生まれる。1930年にナチス党に入党。1932年に突撃隊に入隊した。1933年に医学博士号を取得。 ハレ大学病院の外科医の助手となる。1934年からハレの国立健康事務所に雇われる。1939年に空軍に徴兵され、空軍軍医となった。1939年10月初め頃からナチスの障害者安楽死計画T4作戦や14f13作戦に参加した。ヴュルテンベルクのグラーフェンエックで安楽死計画の責任者となる。病人の一酸化炭素ガス殺も行っていた。
1941年7月28日にアウシュヴィッツ強制収容所へ赴任。アウシュヴィッツでX線による不妊化と去勢の実験を行った。シューマンの不妊化実験に使われた女囚達はほとんどが死亡させられた。生き残った者も数ヶ月後に不妊の効果を調べるため、生殖器官を切開されたという。この手の実験は週に二・三度あり、一度に三十人ほどの女性が実験体にされたという。また男性囚人には睾丸だけを摘出して太陽光線にあてるという実験が行っていたという。シューマンはこの睾丸をベルリンへ送っていた。こうした実験に使われたのは若くて丈夫な囚人だった。特にギリシアのユダヤ人が多かったという。
1944年にアウシュヴィッツを離れ、ザクセンの軍病院で勤務するようになった。西部戦線に軍医として従軍していた1945年1月にアメリカ軍の捕虜となった。ドイツ敗戦後の1945年10月に釈放された。1946年にはグラートベックのスポーツ医師として働くようになる。しかし1951年に狩猟のライセンス申請を出したことで特定されて逮捕令状が出たため、国外逃亡した。アフリカを転々とし、最後はガーナに逃れた。1966年にガーナから西ドイツ政府へ引き渡された。1970年9月から彼の裁判が開始された。しかし1972年7月29日に健康状態を理由に刑務所から釈放された。1983年に死没。